# Serra Lombarda
La serra Lombarda est une formation du relief brésilien située sur le plateau des Guyanes, dans le nord-est de l'État d'Amapá. Les rios Calçoene, Rio Cassiporé et Amapá Grande y prennent source sur son versant est et le rio Araguari sur celui de l'ouest.